# Patrick Cothias
Patrick Cothias (Parijs, 31 december 1948) is een Franse scenarioschrijver van stripverhalen.
Patrick Cothias studeerde in 1968 een jaar filosofie aan de universiteit van Parijs. Hij onderbrak zijn studie voor het maken van een wereldreis. Liftend trok hij twee jaar over de hele wereld. Hij werd striptekenaar en publiceerde verschillende strips en illustraties, won zelfs de Nicolas Goujon prijs voor realistische tekeningen, maar besloot alleen verder te gaan met het schrijven van stripverhalen.
In 1975 maakte hij zijn eerste serie, Sandberg, met de Spaanse tekenaar Alfonso Font. Vijf jaar later volgde Masquerouge (Roodmaker), met André Juillard van waaruit de serie Les 7 Vies de l'Épervier (De zeven levens van de sperwer) ontstond en alle daaruit voortvloeiende nevenseries.
In 1981 werden zijn verhalen uitgegeven door Glénat en volgde een enorme productie van verhalen, van geschiedenis tot fantasie. Tot nu toe verschenen van Cothias 36 series met een totaal van 160 albums. Deze enorme aantallen illustreren de rijke verbeelding van Cothias, wat hem een van de belangrijkste stripschrijvers van Frankrijk maakt.

## Reeksen
Verschenen in het Nederlands taalgebied:

### Lange Reeksen
- De zeven levens van de sperwer, m.m.v.
  - Het sneeuwkind, 1986
  - Het uur der honden, 1986
  - De meiboom, 1987
  - Hyronimus, 1989
  - De meester van de vogels, 1990
  - Duivelswerk, 1991
  - Het teken van de Condor, 1991
  - Vijftien jaar later, 2014
- Ambulance 13, 2013-2018
  - Bloedkruis,
  - In naam van de mannen
  - Naamloze doden
  - De dappere mannen
  - De ijzerveren
  - Oorlogsgezicht
  - De vergetenen uit het oosten
  - Van de ene hel in de andere
- De dwaas van de koning
  - Het apenhuis 1995
  - De school van de potsenmakers, 1995
  - Hard gelag, 1996
  - De koning en de schaduw, 1997
  - Het masker en de pen , 1998
  - Baron Molière, 1998
  - Het geheim van de hansworst, 1999
  - Voor het voetlicht, 2001
  - Het testament van D'Artagnan, 2004

- Het ijzermasker
  - De tijd van de komediespelers 1991
  - Wie zal Barrabas wreken? 1996
  - Witte duiven 1997
  - 's Konings gelijke 1998
  - Het geheim van Mazarin 1998
  - De koning van de toneelspelers 2001
- Roodmasker
  - Roodmasker, 1985
  - Knekelhuis der onnozele kinderen, 1986
  - De afspraak in Chantilly, 1986
  - De intriganten, 1992
  - De koning der dwazen, 1993
  - Het spreeuwennest, 1995
  - Willekeur, 1996
  - Haat en nijd, 1997
  - De zwarte weduwe, 2000
  - Vriend, vul m’n glas!, 2004
- De waters van Dodemaan
  - Het schaakbord van de rat, 1986
  - De havenkroeg, 1987
  - De prins en de hoer, 1989
  - De ogen van Niklaas, 1990
  - De dans van de zee, 1992
  - Het getal van het beest, 1995
  - De oorlog van de goden, 1996
  - De dood van Niklaas, 1997
  - De profundis, 1998
  - Op zoek naar de verloren tijd, 2000

- De wind der goden
  - Maanbloed, 1985
  - De buik van de draak, 1986
  - De vergeten man, 1987
  - Konij-tijger, 1991
  - De zwerftocht van Mizu, 1992
  - Het hemelse bevel, 1992
  - Barbarij, 1993
  - Ti Fun, 1993
  - Cambaluc, 1994
  - De gherkek, 1995
  - Cogotaï, 1996
  - Het tweegevecht, 1997
  - Koning van de wereld, 1999
  - De verloren paradijzen, 2001
  - De wonderbaarlijke reis, 2002
  - De oude man van het gebergte, 2004

### Korte Reeksen
- Cinjis Qan
  - De eeuwig blauwe hemel, 1998
  - De schaduw van de veroveraars, 1999
  - De woede van de blauwe wolf, 2004
- De erfgenaam (Cothias)
  - Op zoek naar het verleden 1995
  - De weg naar Valparaiso 1996
- De Franken, m.m.v. Bernard Dufossé
  - De bloeddorstige
  - De grote verdeling 2000
- De haas van Mars (9 delen), 1997-2003
- Hindenbug
  - Het einde nadert..., 2016
  - De arrogantie van de lafaards, 2016
  - De bliksem van Ahota, 2017
- In naam van al de mijnen
  - De Mieren
- De koningsstrijders
  - De groene man van het bos, 1987
  - Het teken van de Grote Beer, 1990

- Moses Rose
  - De ballade van Fort Alamo, 2017
  - Het geheugen van de ruïnes, 2018
- Navarra
  - Onzer Hendrik, 1999
  - De leeuwenkoning, 2001
- Het oog van de Dobermanns
  - Voor de glorie van de duivel, 2014
  - De schaduw van de honden, 2014
  - De grijns van de oude aap, 2016
- Het pension van dokter Eon (2 delen)
- De rafale
  - De rode rails , 2015
  - De tocht naar Song-Lap, 2015
  - Eindstation Saigon, 2015
- S.O.S Lusitania
  - De kruiser der hoogmoedigen, 2015
  - 18 minuten om te overleven, 2016
  - De nagedachtenis van de verdronkenen, 2016

- De verlichte markiezin, m.m.v. Lax
  - Moeder en maagd, 1988
  - Zoë's noodlot, 1988
  - De glimlach van de gehangene, 1990
  - Het zwaard en de weegschaal, 1990
- Wuivende veder
  - De zottin en de moordenaar, 1995
  - De dondervogel, 1996
  - Beau-de jager, 2001
  - God noch duivel, 2002

- Biblioteca Nacional de España: XX975746
- Bibliothèque nationale de France: cb12013434s (data)
- Gemeinsame Normdatei: 129540676
- International Standard Name Identifier: 0000 0001 2120 1416
- Library of Congress Control Number: n2002033924
- Nederlandse Thesaurus van Auteursnamen: 071263225
- Système universitaire de documentation: 028262433
- Virtual International Authority File: 9858192